# دوارتي مينديز
دوارتي مينديز (بالبرتغالية: Duarte Mendes‏) هو مغني برتغالي، ولد في 7 أغسطس 1947.

## وصلات خارجية
- دوارتي مينديز على موقع ميوزك برينز (الإنجليزية)
- دوارتي مينديز على موقع ديسكوغز (الإنجليزية)